# Sphaerodactylus cinereus
Sphaerodactylus cinereus es una especie de geco del género Sphaerodactylus, familia Sphaerodactylidae, orden Squamata. Fue descrita científicamente por Wagler en 1830.

## Descripción
La longitud hocico-respiradero para machos y hembras es de 32 milímetros.

## Distribución
Se distribuye por Haití.